# Bolesław Zając
Bolesław Stefan Zając (ur. 30 marca 1892 w Rzeszowie, zm. wiosną 1940 w Charkowie) – kapitan intendent Wojska Polskiego, działacz niepodległościowy, ofiara zbrodni katyńskiej.

## Życiorys
Urodził się 30 marca 1892 w Rzeszowie, ówczesnym mieście powiatowym Królestwa Galicji i Lodomerii, w rodzinie Szymona i Izabeli z Szymańskich. 30 czerwca 1910 zakończył naukę w klasie ósmej c. k. Gimnazjum w Wadowicach, a 11 lutego 1911 zdał w nim egzamin dojrzałości. W tym samym roku rozpoczął studia na Wydziale Prawa Uniwersytetu Jagiellońskiego i uczestniczył czynnie w pracach Związku Strzeleckiego w Wadowicach.
W sierpniu 1914 wstąpił do Legionów Polskich. W czasie I wojny światowej walczył w szeregach 2 i 3 pułku piechoty. Po kryzysie przysięgowym (lipiec 1917) służył w Polskim Korpusie Posiłkowym. Po bitwie pod Rarańczą (15–16 lutego 1918) został internowany w Bustyaháza i Száldobos, a później wcielony do armii austro-węgierskiej i wysłany na front włoski.
Po odzyskaniu niepodległości wstąpił do Wojska Polskiego. 17 lipca 1919 jako podoficer byłych Legionów Polskich pełniący służbę w 38 pułku piechoty został mianowany z dniem 1 lipca 1919 podporucznikiem rachunkowym. 9 listopada 1920 został zatwierdzony z dniem 1 kwietnia 1920 w stopniu kapitana gospodarczego, w grupie oficerów byłych Legionów Polskich. Pełnił wówczas służbę w Intendenturze Dowództwa Okręgu Generalnego Lwów. 1 czerwca 1921 był odkomenderowany celem ukończenia studiów prawniczych na UJ, a jego oddziałem macierzystym był Wojskowy Okręgowy Zakład Gospodarczy Nr VI we Lwowie. 3 maja 1922 został zweryfikowany w stopniu kapitana ze starszeństwem od 1 czerwca 1919 i 150. lokatą w korpusie oficerów administracji, dział gospodarczy. Następnie był przydzielony do Kierownictwa Rejonu Intendentury Gniezno na stanowisko zastępcy kierownika rejonu. W 1928 pełnił służbę w Rejonowym Zakładzie Żywnościowym we Lwowie. W marcu 1931 został przeniesiony z byłego Kierownictwa Administracji Pieniężnej rejonu Lwów II do Kierownictwa Administracji Pieniężnej w siedzibie Dowództwa Okręgu Korpusu Nr VI we Lwowie. Następnie służył w Szefostwie Intendentury DOK VI jako kierownik referatu. Z dniem 15 sierpnia 1933 został przeniesiony do korpusu oficerów intendentów. W marcu 1939 pełnił służbę na stanowisku zarządcy Składnicy Materiału Intendenckiego nr 6 we Lwowie.
W nieznanych okolicznościach, po agresji ZSRR na Polskę (17 września 1939), dostał się do niewoli sowieckiej i został osadzony w Starobielsku. Wiosną 1940 został zamordowany przez funkcjonariuszy NKWD w Charkowie i pogrzebany potajemnie w bezimiennej mogile zbiorowej w Piatichatkach, gdzie od 17 czerwca 2000 roku mieści się oficjalnie Cmentarz Ofiar Totalitaryzmu w Charkowie. Figuruje na liście Gajdideja pod poz. 1225.
5 października 2007 minister obrony narodowej Aleksander Szczygło mianował go pośmiertnie na stopień majora. Awans został ogłoszony 9 listopada 2007 w Warszawie, w trakcie uroczystości „Katyń Pamiętamy – Uczcijmy Pamięć Bohaterów”.

## Ordery i odznaczenia
- Krzyż Niepodległości – 9 listopada 1931 „za pracę w dziele odzyskania niepodległości”[24][25][26]
- Krzyż Walecznych trzykrotnie – 6 stycznia 1923 „za czyny orężne w bojach b. 3 pp Leg. Pol.”[27][28][29]
- Srebrny Krzyż Zasługi[30]
- Medal Pamiątkowy za Wojnę 1918–1921[1]
- Medal Dziesięciolecia Odzyskanej Niepodległości[1]
- Odznaka Pamiątkowa Więźniów Ideowych[31]